# Зигфрид, Герман
Герман Зигфрид (нем. Hermann Siegfried; 14 февраля 1819, Цофинген — 5 декабря 1879, Берн) — швейцарский топограф, картограф, инженер, начальник Генерального штаба швейцарской армии (1875—1879).

## Биография
Воспитывался в школе для детей бедняков. После учëбы в частном институте в Риене с 1841 года изучал математику в университете Женевы.
С 1844 года работал под руководством Гийома-Анри Дюфура, в 1846—1862 принимал участие в создании топографической карты Дюфура.
В ноябре 1847 года солдатом, а затем капралом участвовал в гражданской войне в Швейцарии под началом Дюфура, командовавшего войсками Швейцарского союза, действовавшими против войск Зондербунда.
Затем последовала его успешная военная карьера, в 1848 получил чин подпоручика, в 1853 — капитана, в 1859 — офицер Генерального штаба, в 1863 — подполковник.
С 1855 читал курс лекций по баллистике и фортификации в недавно основанном Федеральном политехническом институте (ныне Швейцарская высшая техническая школа Цюриха).
С 1875 до своей смерти служил в чине полковника начальником Генерального штаба швейцарской армии.
С 1865 Зигфрид стал преемником Дюфура и возглавлял Топографический Бюро. Работал над топографической съемкой и составлением карт страны.
Является автором второй официальной полной карты Швейцарии и топографического Атласа Швейцарии (так называемого «Атласа Зигфрида»).